# Wydział Matematyki, Informatyki i Mechaniki Uniwersytetu Warszawskiego

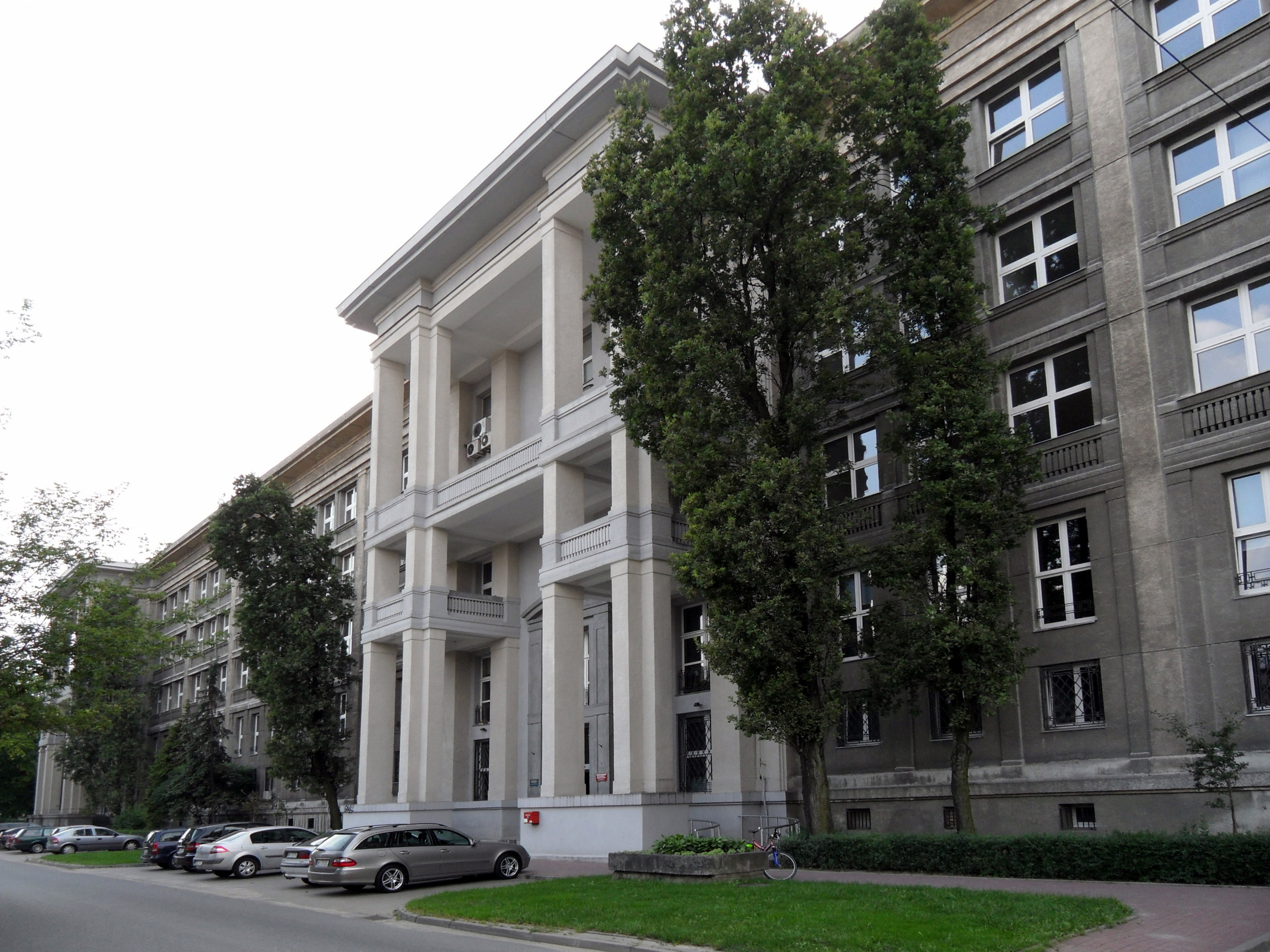
Wydział MIM UW od strony ul. Pasteura

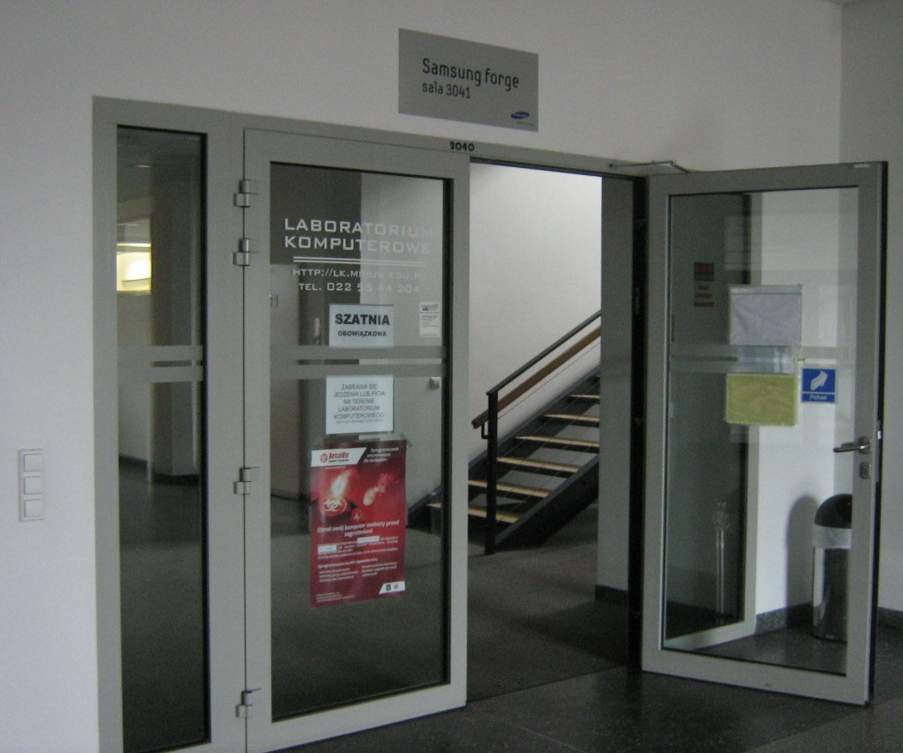
Wejście do laboratorium komputerowego

Wydział Matematyki, Informatyki i Mechaniki Uniwersytetu Warszawskiego (WMIM UW, MIMUW) – wydział Uniwersytetu Warszawskiego.

## Historia
Od 1964 na ówczesnym Wydziale Matematyki i Fizyki istniała Katedra Metod Numerycznych, która powstała z Katedry Matematyki Ogólnej Stanisława Turskiego. Ta zmiana nazwy odzwierciedlała pojawienie się nowego kierunku badań i dydaktyki na Uniwersytecie Warszawskim, co było możliwe m.in. dzięki zakupieniu przez UW komputera GIER.
W 1968, w którym z Wydziału Matematyki i Fizyki został wyodrębniony Wydział Matematyki i Mechaniki, doszło jednocześnie do przekształcenia Katedry Metod Numerycznych w Instytut, nazywany początkowo Instytutem Maszyn Matematycznych.
W 1975 Instytut Maszyn Matematycznych połączył się z Ośrodkiem Obliczeniowym Wydziału, tworząc Instytut Informatyki. Jednocześnie nastąpiła zmiana nazwy Wydziału na Matematyki, Informatyki i Mechaniki. Pierwszym dyrektorem Instytutu był Stanisław Turski.
Do 1991 siedzibą wydziału był Pałac Kultury i Nauki. Wydział zajmował pomieszczenia na piętrach VII-IX. W budynku przy ul. Banacha 2 do 1990 znajdowała się Wojskowa Akademia Polityczna im. Feliksa Dzierżyńskiego.

## Kierunki studiów
Wydział kształci w trybie dziennym na kierunkach:
- matematyka – programy: matematyka, międzykierunkowe studia ekonomiczno-matematyczne (MSEM), jednoczesne studia informatyczno-matematyczne (JSIM),
- informatyka – programy: informatyka, jednoczesne studia informatyczno-matematyczne (JSIM),
- bioinformatyka,
- machine learning (studia magisterskie w języku angielskim).

Ponadto prowadzone są studia doktoranckie w dyscyplinach:
- matematyka (specjalności: analiza, algebra, geometria, topologia, logika matematyczna, podstawy matematyki, matematyka stosowana)
- informatyka

## Struktura i kadra naukowa
- Instytut Informatyki
- Instytut Matematyki
- Instytut Matematyki Stosowanej i Mechaniki
- Zakład Metod Matematycznych w Ekonomii, Finansach i Ubezpieczeniach

## Władze
- Dziekan: prof. dr hab. Łukasz Kowalik
- Prodziekani
  - ds. finansowych: dr hab. Agnieszka Świerczewska-Gwiazda prof. UW
  - ds. studenckich: dr hab. Paweł Goldstein
  - ds. badań i współpracy międzynarodowej: prof. dr hab. Anna Gambin